# Maria Emília Furnó
Maria Emília Furnó y Monsech (Barcelona, 31 de octubre de 1877 - Barcelona, 1944) fue una poeta y pedagoga española.

## Trayectoria
Era hija del grabador Joaquim Furnó Abad y de Emília Munsech i Fàbregas, nacidos en Barcelona. Más tarde ampliaría estudios en Bélgica y Francia. De 1894 a 1897 cursó estudios para convertirse en Maestra de Primera Enseñanza Elemental y Maestra de Primera Enseñanza Superior. Durante buena parte de su vida fue profesora del Instituto de Cultura y Biblioteca Popular de la Mujer y desde 1917 dirigió el centro femenino Instituto Feminal, con un modelo educativo novedoso.
Cultivó principalmente la poesía, aunque también escribió la obra teatral Hereu y pubilla, la cual fue representada por el Instituto Feminal y estrenada el 23 de febrero de 1935 en el Teatro Escuela de Barcelona.
Colaboró en las revistas y diarios L'Avenç, La Veu de Catalunya y Cultura Domèstica, desde donde publicó alguna de sus creaciones como Nociones de urbanidad y cortesía (L'Avenç, 1919). También publicó de varios libros de poemas, como Amor del Cel en 1929 o en 1931 Flaire de roses i esplais.

## Obras
Sus obras pasaron a ser de dominio público en el año 2025, y se encuentran digitalizadas en la Biblioteca Nacional de España para ser descargadas en su página web.
Furnó escribió el siguiente listado de obras a lo largo de su carrera literaria. Se encuentra escrita mayoritariamente en lengua catalana:
- Nociones de urbanidad y cortesía (1919, reeditado y ampliado en 1930)[2]
- Infantívolas (1928)
- Amor de cielo (1929)[5]
- Heredero y herederas
- Apuntes del natural (1930)
- Flarios de rosas y esplais (1931)[5]
- Horas de soledad (1931)
- Navideñas (1933)
- Visiones (1933)
- Gotas de rocío (1934)[2]
- Lecciones de economía doméstica